# Municipio de Dublin (Minnesota)
El municipio de Dublin (en inglés: Dublin Township) es un municipio ubicado en el condado de Swift en el estado estadounidense de Minnesota. En el año 2010 tenía una población de 152 habitantes y una densidad poblacional de 1,68 personas por km².

## Geografía
El municipio de Dublin se encuentra ubicado en las coordenadas 45°11′20″N 95°25′14″O / 45.18889, -95.42056. Según la Oficina del Censo de los Estados Unidos, el municipio tiene una superficie total de 90.47 km², de la cual 90,45 km² corresponden a tierra firme y (0,02 %) 0,02 km² es agua.

## Demografía
Según el censo de 2010, había 152 personas residiendo en el municipio de Dublin. La densidad de población era de 1,68 hab./km². De los 152 habitantes, el municipio de Dublin estaba compuesto por el 98,03 % blancos y el 1,97 % eran de una mezcla de razas. Del total de la población el 3,95 % eran hispanos o latinos de cualquier raza.